# Norops anisolepis
Norops anisolepis är en ödleart som beskrevs av  Smith BURLEY och FRITTS 1968. Norops anisolepis ingår i släktet Norops och familjen Polychrotidae. IUCN kategoriserar arten globalt som livskraftig. Inga underarter finns listade i Catalogue of Life.